# Unterer Spinnsee
Unterer Spinnsee är en sjö i Österrike.   Den ligger i förbundslandet Tyrolen, i den västra delen av landet, 500 km väster om huvudstaden Wien. Unterer Spinnsee ligger 2 450 meter över havet. Den högsta punkten i närheten är Gamsbergspitze, 28 397 meter över havet, väster om Unterer Spinnsee.
Trakten runt Unterer Spinnsee består i huvudsak av gräsmarker. Runt Unterer Spinnsee är det ganska glesbefolkat, med 27 invånare per kvadratkilometer.